# Leonhard Kurz Stiftung
Die Leonhard Kurz Stiftung & Co. KG ist ein Unternehmen für Dünnschichttechnologie und Oberflächendekoration mit Hauptstandort in Fürth und über 30 weiteren Standorten in Europa, Asien und den USA.

## Unternehmensgeschichte
Der Kaufmann Leonhard Kurz gründete 1899 in der Fürther Innenstadt eine Blattmetallschlägerei. Bis 1914 schlossen sich mehrere Blattgoldfirmen aus der Umgebung dem Betrieb an, der sich so zum größten Blattgoldhersteller und Blattgoldhändler Europas entwickelte. Nach dem Ersten Weltkrieg übernahm Leonhard Kurz 1919 ein Patent aus den USA für die erste Goldprägefolie. Diese Erfindung ermöglichte einen einfachen Blattgoldtransfer auf beispielsweise Bucheinbände oder Bleistifte. 1931 übernahm Leonhards Sohn Konrad Kurz die Leitung des Familienbetriebs. Er erwarb ein Patent für eine vakuumbedampfte Echtgoldfolie. Diese Innovation ermöglichte eine deutliche Steigerung der Produktionsmengen bei gleichzeitiger Materialeinsparung von Gold um 25 %. Nach dem Zweiten Weltkrieg (das Unternehmen hatte die Zeit des Nationalsozialismus überstanden) stieg Herbert Kurz, einziger Sohn von Konrad Kurz, in den Betrieb ein. In den 1950er Jahren übernahm Herbert Kurz die Leitung. Die steigende Nachfrage nach den damaligen Prägefolien erforderte eine Vergrößerung des Betriebs, der nun von der Fürther Innenstadt in die Schwabacher Straße im Süden der Stadt umzog. 1960 wurde dort, wo sich bis heute der Hauptstandort befindet, das neue Firmengelände eröffnet. Es wurden weitere Geschäftsfelder erschlossen, und die Firma Kurz stieg in den Maschinenbau ein. In den 1970er Jahren expandierte das Unternehmen erstmals ins Ausland und eröffnete eine Vertriebs- und Produktionsstätte in den USA. Mitte der 1970er Jahre traten die beiden Söhne von Herbert Kurz, Walter und Peter Kurz, in die Geschäftsleitung der Firma ein. Das Unternehmen vergrößerte sich weiter, und 1986 wurde deshalb eine zweite Produktionsstätte in Sulzbach-Rosenberg gegründet, wo bis heute etwa 1.200 Mitarbeiter beschäftigt sind. Seit dem 1. Februar 2023 wird das Unternehmen mit Andreas Hirschfelder als Vorstandsvorsitzendem erstmals nicht mehr von der Familie Kurz geführt. Walter und Peter Kurz sind weiterhin im Beirat des Unternehmens tätig. Die Kurz-Transfer- und Dekorationsschichten werden von der Verpackungs- und Druckindustrie über den Automobilsektor bis hin zur Elektronik-, Karten- und Textilindustrie eingesetzt. Kurz bietet eine Produktplatte zur Oberflächenveredelung, Dekoration, Kennzeichnung und Fälschungssicherheit. Dazu kommt ein Programm an Prägemaschinen und Prägewerkzeugen.

## Grafische Industrie
Eines der großen Geschäftsfelder von Kurz ist die grafische Industrie. In diesem Bereich liegt der Fokus insbesondere auf Etiketten- und Verpackungsdesign, Veredelungslösungen und Prozessen rund um grafische Produkte. Veredelungsmethoden wie Heißprägen, Kalttransfer und Digitaltransfer kommen dabei zum Einsatz.

### Herstellungsverfahren
Das Heißprägeverfahren von Kurz ist in nahezu allen Bereichen der grafischen Industrie als Druckveredelungsverfahren nutzbar. Eingesetzt wird es bei Druckerzeugnissen wie Grußkarten, Zeitschriften, Kalendern, Postern, Tabakwaren, Süßwaren, Lebensmittel und Non-Food-Produkte. Darüber hinaus wird das Verfahren für die Veredelung von Verpackungs-, Kosmetik- und Getränkeetiketten verwendet.
Die von Kurz entwickelte Kalttransfertechnologie eignet sich einerseits für den Bogenoffsetdruck, andererseits für Schmalbahn-Flexodruck, Buchdruck oder Offsetdruck. Mit Kalttransfer lassen sich sowohl große Flächen als auch filigrane Muster dekorieren.

## Kunststoffindustrie
Kurz stellt für die verschiedensten Branchen in der Kunststoffindustrie Lösungen bereit. Gemeinsam mit dem Tochterunternehmen PolyIC, das ein Spezialist für Sensorlösungen ist, realisiert Kurz HMI-Bauteile, Touchcontrolpanels oder Hinterleuchtungen.

### Automobil
Für den Automobilsektor bietet Kurz Kunststoffoberflächenlösungen in den Bereichen Automobil-Interieur und Automobil-Exterieur an. Dazu kommen Designlösungen und Mobilitätskonzepte für E-Mobility. Kurz ist Zulieferer für Automobilhersteller und entwickelt Lichtkonzepte und Bedienelemente für Fahrzeuge.

### Haushaltsgeräte und Unterhaltungselektronik
Die Veredelung und Integration von Sensortechnik in weißer Ware wie Kühlschränken oder Waschmaschinen ist eines der Hauptgeschäftsfelder von Kurz. Neben der Veredelung von Haushaltsgeräten dekoriert Kurz auch Produkte aus der Unterhaltungselektronik wie Smartphones, Flatscreens oder Notebooks. Mittels In-Mold-Dekoration (IMD) kann eine hauchdünne Lackschicht auf Oberflächen aufgebracht werden. Dabei kann jegliche Art von Textur nachgebildet werden, egal ob Holz, Leder oder Metall. Die von Kurz aufgetragenen Beschichtungen sind laut der Unternehmenswerbung gegenüber Licht sowie beispielsweise auch Sonnencreme robuster als Echtmaterial.

## Standorte (Auswahl)
Das Unternehmen hat in mehreren Ländern Produktions- und Distributionsstandorte, um lange Lieferwege zu vermeiden. Die aufgeführten Standorte sind eine Auswahl.
- Fürth (Leonhard Kurz Stiftung & Co. KG und PolyIC GmbH & Co. KG)
- Sulzbach Rosenberg (Leonhard Kurz Stiftung & Co. KG)
- Baiersbronn (Mprint Morlock GmbH & Co. KG)
- Rudersberg (Baier GmbH & Co. KG Maschinenfabrik)
- Ellwangen (Isimat GmbH)[12]
- Döbeln (Kurz Typofol GmbH)
- Göppingen (Hinderer + Mühlich GmbH & Co. KG)
- St. Gallen, Schweiz (Steinemann DPE AG)
- Im Stadtgut – Zone A (Burg Design GmbH)
- Huntersville, North Carolina (USA) (Kurz Transfer Products, LP)
- Kuala Lumpur, Malaysia (Multifoil SDN. BHD)
- Hefei, Volksrepublik China (Kurz Stamping Technology Co., Ltd)
- Hanoi, Vietnam (Kurz Vietnam Co.)

## Produkt- und Markenschutz
Leonhard Kurz stellt beispielsweise Sicherheitselemente für Marken, Banknoten und Dokumente her. Für das modulare Steuerbanderolen-Konzept „Trustconcept Tax Stamps“ erhielt das Unternehmen im Jahr 2017 laut dem PR-Dienstleister PresseBox den „Excellence in Tax Stamps Awards“ von Reconnaissance International in der Kategorie „Best Innovation“.
Die Steuerbanderole bzw. die Schutzetiketten besteht aus einer diffraktiven Sicherheitsfolie, die mit verschiedenen offensichtlichen, verdeckten und forensischen Sicherheitsmerkmalen versehen und mittels Heißprägen, Kaltfolientransfer oder im Digital-Metal-Verfahren auf das jeweilige Produkt aufgebracht wird.
Mögliche Sicherheitsmerkmale sind:
- Einsatz von mehrfarbiger UV-fluoreszierender Tinten
- Guillochen
- Mikrotexte
- Hologramme
- Serialisierung
- Codierung
- Infrarot-Features

Die gedruckten Sicherheitsmerkmale können darüber hinaus um eine Fälschungsschutzsoftware ergänzt werden: Durch einen Multi-Scan mit dem Smartphone werden je nach Zielgruppe die in der Datenbank von Leonhard Kurz hinterlegten Produktinformationen, Bewegungsdaten von verbrauchssteuerpflichtigen Produkten oder die Produktauthentifizierungsdaten für Endkunden, den Markeninhaber oder entsprechende Agenturen sichtbar.
Im Juli 2021 gab das Unternehmen bekannt, zur Erweiterung ihrer Produktpalette tesa scribos zum 1. September 2021 zu übernehmen.

## Fälschungsschutz im Thermotransferdruck
Leonhard Kurz ist mit dem Tochterunternehmen Kurz Typofol GmbH seit 1991 auch in der Herstellung von speziellen Folien für den Thermotransferdruck tätig. Dabei handelt es sich um ein Verfahren, bei dem Farbpigmente mittels Hitzeeinwirkungen von einer Thermotransfer-Folie auf ein Substrat aufgebracht werden und das beispielsweise bei Etiketten oder Barcodes sehr häufig zum Einsatz kommt. Dabei hat Kurz besondere Thermotransferbänder mit integriertem, unsichtbarem Fälschungsschutz entwickelt (eingetragenes Warenzeichen: TTR Unique VEROSPEC®), deren individuelle Eigenschaften mittels eines Lesegeräts gescannt und mit einer Software ausgewertet werden können. Die Beschichtung besteht jeweils aus einer einzigartigen Zusammensetzung, ähnlich eines Fingerabdrucks.

## Sicherheitstechnologie für Banknoten
Mit der proprietären Kinegramm-Technologie des Tochterunternehmens OVD Kinegram AG (eingetragenes Warenzeichen der OVD Kinegram AG: KINEGRAM®), das seit 1999 zur Unternehmensgruppe gehört, fertigt Leonhard Kurz in Deutschland spezielle und proprietäre Sicherheitsmerkmale für Banknoten. Die Währungen von über 80 Ländern werden mit den fälschungssicheren Folien ausgestattet – beispielsweise der Euro, Schweizer Franken, Türkische Lira, Kanadische Dollar oder auch das Britische Pfund. Als Kooperationspartner einiger Zentralbanken wurde Leonhard Kurz im Jahr 2016 bei den Central Banking Awards von der Internetsite centralbanking.com als Banknoten- und Währungsdienstleister des Jahres ausgezeichnet.
Die diffraktiven Kinegram-Sicherheitselemente, die bei Bewegung verschiedene 2D- oder 3D-Bilder zeigen, können auf Papier-, Polymer- und Komposit-Banknotensubstrat aufgebracht werden, wobei insbesondere die Polymer-Banknoten in den vergangenen Jahren an Bedeutung gewonnen haben. Seit dem Jahr 2020 stellt Leonhard Kurz mithilfe der Technologie der OVD Kinegram AG zudem spezielle Sicherheitsfäden für Banknoten her, die ebenfalls mit der Kinegram-Technologie ausgestattet sind, verschiedene Bewegungseffekte oder Farbwechsel zeigen und auch mit maschinenlesbaren Features (Infrarot-, UV- oder Magnetismus-Lösungen) oder mehreren Farben versehen werden können.